# روابط خارجی پاکستان

The پرچم پاکستان

جمهوری اسلامی پاکستان یک شبکه گسترده و بزرگ دیپلماتیک را در سراسر جهان دارا می‌باشد. پاکستان، که دومین کشور بزرگ مسلمان از لحاظ جمعیت (پس از اندونزی) است و وضیعت آن به عنوان یک کشور دارای قدرت هسته ای اعلام شده‌است و تنها کشور اکثریت مسلمان است که این وضیعت را دارد که بسیار در روابط بین‌المللی آن نقش دارد.
پاکستان سیاست خارجی مستقلی دارد که همواره در جهت مسائلی است که برای منافع ملی کشور ضروری است. از سوی دیگر، اقتصاد پاکستان وابسته به اتحادیه اروپا و اتحادیه‌های اقتصادی دیگر بوده و موافقت‌نامه‌های بسیاری با کشورهای آسیایی داشته و با بسیاری از کشورهای جهان ارتباط تنگاتنگ دارد.
پاکستان دارای موقعیت جغرافیایی و استراتژیک در مبادلات خطوط بزرگ نفت دریایی جهان است و نزدیک به منابع و کشورهای آسیای مرکزی غنی از نفت نیز می‌باشد. پاکستان روابط نزدیک با هند و روابط نزدیک به جمهوری خلق چین و کشورهای عربی دارد. پاکستان عضو سازمان همکاری اسلامی است و توسط ایالات متحده آمریکا به عنوان یکی از متحدین اصلی خارج از ناتو در جنگ با تروریسم شناخته می‌شود و یکی از اعضای ائتلاف نظامی اسلامی است.

## سیاست خارجی پاکستان
پاکستان یک سیاست خارجی مستقل در مورد مسائل ملی دارد. از سوی دیگر اقتصاد پاکستان وابسته به اتحادیه اروپا می‌باشد؛ و همچینی موافقت نامه‌های بسیاری با کشورهای دیگر آسیا نیز دارد. چین نقش مهمی در توسعه، اقتصاد و امنیت پاکستان ایفا کرده‌است و رابطه با آن در سال ۱۹۵۰ آغاز گردید. زمانی که پاکستان در میان نخستین کشورهایی بود که وارد روابط رسمی دیپلماتیک با جمهوری چین شد، از آن زمان هر دو کشور اهمیت قابل توجهی در حفظ رابطه بسیار ویژه و حمایتی خاص گذاشته‌اند و دیدارهای زیادی بین دو کشور انجام و موافقت نامه‌های بسیاری امضا می‌گردد. چین کمک‌های اقتصادی، نظامی و فنی به پاکستان ارائه کرده‌است و هر دو کشور از متحدان استراتژیک یکدیگر هستند.